# Trattenmühle (Wildon)
Die Trattenmühle in Wildon ist eine ehemalige Pappen- und Bierdeckelfabrik in der Steiermark. Es handelt sich um eine Gebäudegruppe, zu der eine alte Mühle, ein Herrenhaus, eine Kapelle, ein Zinn-Museum sowie Lager- und Werksgebäude der Papierfabrik zählen. Die Gebäude gelten als Bauensemble von regionaler Bedeutung.

## Geschichte
Anfang des 20. Jahrhunderts wurde die Trattenmühle vom Unternehmen Guggenbacher Maschinenpapier-Fabrik Adolf Ruhmann gekauft. In den Folgejahren wurde das repräsentative Herrenhaus regelmäßig als Feriendomizil von der Familie Moritz Ruhmanns genutzt.
Auf eine Idee von Karl Ruhmann wurde in den 1920er-Jahren zusätzlich zur Papierproduktion auch die Produktion von Bieruntersetzern aufgenommen. Diese wurde bald zu einem wirtschaftlichen Erfolg mit umfangreichem Export ins Ausland. Karl Ruhmann ist auch der Schöpfer des heute noch existierenden Alpengartens und einer großzügigen Voliere mit rund 80 Kleinvögeln auf dem Areal.
Nach Kriegsende wurde die im Rahmen der Arisierung unter Zwang verkaufte Trattenmühle 1951 nach einem sechsjährigen Gerichtsverfahren an Karl Ruhmann restituiert, welcher der einzige Überlebende der Familie Ruhmann war. Mit dem Geld aus einem weiteren Restitutionsverfahren wurden die veralteten Maschinen in der 100-Mann-Fabrik wieder voll betriebsbereit gemacht und modernisiert. Unter dem neuen Namen „Ruhmann KG Wildon“ wurde die weltweit bekannte Erzeugung von Bierdeckeln wieder aufgenommen.
Nach dem Tode Karl Ruhmanns spezialisierte seine Witwe Katharina Ruhmann (1910–2000) das Werk auf die Elektrizitätserzeugung und eine erfolgreiche Landbewirtschaftung. Die Bierdeckel-Erzeugung wurde eingestellt. Sie ließ zusätzlich zwischen 1974 und 1979 eine neue Kapelle im Ruhmann-Areal errichten. Weiters wurde von ihr ein Gebäudeteil der Trattenmühle entsprechend umgebaut und enthält seit 1988 das Dr. Karl Ruhmann Zinn-Museum mit über 420 Edel-Zinn-Exponaten, welche als größte private Zinnsammlung Europas gilt. 
Mit dem Tod von Katharina Ruhmann im Jahr 2000 wurde deren ganzes verbliebenes Vermögen in eine „Dr. Ludwig Karl Ruhmann-Stiftung“ in Vaduz unter Vorsitz von Prinz Michael von und zu Liechtenstein transferiert. Das Ziel der Stiftung ist die Erhaltung des Ruhmann-Areals der Trattenmühle mit seinen kulturellen Besonderheiten (Herrenhaus, Nullerl-Haus, Alpengarten, Voliere etc.) und insbesondere der Zinnsammlung von Karl Ruhmann. Die laufenden Einnahmen aus der Elektrizitätserzeugung sollen eine nachhaltige Absicherung der Stiftung gewährleisten.